# 託麻
託麻（たくま）は、熊本市東区の地名（地域名）。現在は1970年に熊本市と合併した旧飽託郡託麻村の区域を指すことが一般的であるが、本来託麻とは現在の熊本市東部域の大部分（白川東岸）を占める地域名・郡名であった。

## 概要
熊本市の東北東端に位置する郊外住宅街・近郊農村地帯である。熊本東バイパスの開通や長嶺に存在した旧熊本空港が移転した1970年代以降急激に宅地化が進んだ地域であり、現在も人口は増加傾向である。熊本東バイパスや国体道路、熊本ICなど、道路は比較的整備されており自動車交通の要衝となっているものの、他方、軌道系交通機関がなく公共交通機関はバスに頼らざるを得ない状況である。
熊本市との合併後、託麻の地名は消滅したものの、東区役所・託麻総合出張所、九州自動車道託麻PA、託麻東・西・南・北小学校、託麻郵便局、銀行支店名、熊本市託麻商工会、山の総称（託麻三山）、会社名などこのエリア一帯を総称する区域名として広く使われている。

## 地理
区域の大半は熊本市の北東に広がる丘陵地である託麻台地（託麻原）の中に位置し、ゆるやかに南西へ傾斜しているものの基本的には平坦な地形である。藻器堀川の北側（御領・八反田・上南部など）は神園山から続く帯状の高台になっており、さらにその北を白川が流れ河岸段丘となっている。北東部には標高200ｍ弱の3つの山（神園山・小山山・戸島山）があり、総称として託麻三山（たくまさんざん）と呼ばれる。
古来より熊本城下と阿蘇南郷谷を結ぶ南郷往還が通り、農業（畑作）地帯や畜産地帯として栄えていたが、前述の通り1970年代以降急速に宅地化が進行し、現在は熊本市街地寄り（託麻地区の西側）はほぼ住宅地化・商業地化されてしまった。しかし、長嶺以東の小山・戸島地区や白川沿いなどには広大な農地が残されており、現在でも畑作や畜産業（乳牛）などが行われているほか、長嶺東の高台上や託麻三山周辺などには竹林や雑木林なども多数残されている。
熊本インターチェンジや移転した後の現在の熊本空港（阿蘇くまもと空港）にも近い立地でもあることから、中小規模の工業団地や運送会社の貨物ターミナルも数多く存在している。（大規模貨物ターミナルである「熊本トラックターミナル」もある。）また、東バイパスにはゆめタウンサンピアンやミスターマックス、ホームセンターダイキ、ニトリ、エディオンなどロードサイドショップが数多く立ち並んでいるほか、長嶺地区を中心に団地やスーパー、飲食チェーン店　その他熊本赤十字病院などの福祉施設が集まっている。
神園山・小山山の北側から東側にかけて熊本県民総合運動公園（えがお健康スタジアム・パークドーム）が広がっており、熊本におけるスポーツのメッカとなっている。

## 託麻郡と託麻村の関係
現在では「託麻」といえば旧託麻村エリアを指し示すことが一般的であるが、もともとの「託麻郡」の範囲は現在認知されている託麻地区だけにとどまらず、同じ東区の健軍はおろか、遠くは中央区の大江や出水、さらに南区の田迎、日吉、元三など、熊本市北東部から南部にかけての大半を占める広域地名であった。そのため現在の託麻の範疇からは外れた地域などでも学校名や通り名などで託麻の地名が使われているパターンが見受けられる。
- 託麻台地（託麻原）
- 熊本市立託麻原小学校（新大江）
- 熊本市立託麻中学校（田迎）
- 託麻原の合戦（水前寺）
- 託麻原本通り（渡鹿）
- 託麻台リハビリテーション病院

また、大江などに存在する複数の学校の校歌にも歌詞に託麻（託麻原）の地名が詠みこまれている他、熊本学園大学の学園祭の名称も「託麻祭」と呼ばれている。
現在（狭義）の託麻地域の由来となった託麻村は1955年、広畑村・小山戸島村・供合村の3村合併のときに旧郡名から採った名称である。1955年の時点で旧託麻郡域はこの3村を除いて全て熊本市に吸収されていたため、旧郡名を村名に使うことが唯一可能であった。
なお、2012年の熊本市の政令指定都市移行に関して、新たに設置される東部の区（区の範囲は託麻地区から健軍にかけて）の区名候補の1つとして「託麻区」もノミネートされたが、最終的には東区が採用されている。

## 現在の地名
住居表示済みの地区は※を付けて表す。

### 旧供合村
- 新南部（1~6丁目）[1][2]※
- 上南部（1~4丁目）※
- 下南部（1~3丁目）※
- 鹿帰瀬町
- 吉原町
- 中江町※
- 神園（1~2丁目）※
- 石原町
  - 石原（1~3丁目）※
- 平山町

### 旧広畑村
- 長嶺町
  - 長嶺西（1~3丁目）※
  - 長嶺東（1~9丁目）※
  - 長嶺南（1~9丁目）※
- 八反田（1~3丁目）※
- 西原（1~3丁目）※
- 御領（1~8丁目）※
- 保田窪（1~5丁目）[1][2]※

### 旧小山戸島村
- 小山町
  - 小山（1~7丁目）※
- 戸島町
  - 戸島（1~7丁目）※
  - 戸島西（1~7丁目）※
  - 戸島本町※

## 周辺
- 熊本県民総合運動公園
- 熊本トラックターミナル

## 交通関係
- 九州自動車道熊本IC
- 熊本東バイパス
- 熊本北バイパス
- 国体道路
- 熊本県道103号熊本空港線（通称第一空港線）
- 熊本県道145号瀬田熊本線（通称供合線）
- 熊本県道228号戸島熊本線
- 熊本県道231号託麻北部線
- 熊本県道232号小池竜田線
- 熊本県道235号益城菊陽線
- 農免道路
- 九州産交バス
- 熊本都市バス
- 福岡方面や本州方面行きの高速バス乗り場として、東バイパス上に西原バス停と松の本バス停がある。

## 教育施設
- 熊本市立託麻北小学校（旧供合村）
- 熊本市立託麻西小学校（旧広畑村）
- 熊本市立託麻東小学校（旧小山戸島村）
- 熊本市立託麻南小学校（熊本市立託麻西小学校等から分立）
- 熊本市立長嶺小学校（熊本市立託麻南小学校等から分立）
- 熊本市立西原小学校
- 熊本市立東部中学校
- 熊本市立西原中学校
- 熊本市立二岡中学校
- 熊本市立長嶺中学校
- 熊本市立託麻中学校（田迎にある）